# Lista över fornlämningar i Ulricehamns kommun (Hössna)
Lista över fornlämningar i Ulricehamns kommun (Hössna) är en förteckning av ett urval av de fornlämningar som finns i Hössna i Ulricehamns kommun.
| Namn                           | Lämningstyp                 | Tillkomsttid | Historisk indelning   | Plats | Läge                 | ID-nr          | Bild                                 |
| ------------------------------ | --------------------------- | ------------ | --------------------- | ----- | -------------------- | -------------- | ------------------------------------ |
| Hössna 1:1                     | Stensättning                |              | Hössna, Västergötland |       | 57.831439, 13.502268 | 10170100010001 | Ladda upp en bild av detta fornminne |
| Hössna 4:1                     | Stensättning                |              | Hössna, Västergötland |       | 57.838816, 13.536689 | 10170100040001 | Ladda upp en bild av detta fornminne |
| Hössna 5:1                     | Stensättning                |              | Hössna, Västergötland |       | 57.838358, 13.534352 | 10170100050001 | Ladda upp en bild av detta fornminne |
| Hössna 5:2                     | Stensättning                |              | Hössna, Västergötland |       | 57.838642, 13.534973 | 10170100050002 | Ladda upp en bild av detta fornminne |
| Hössna 7:1                     | Röse                        |              | Hössna, Västergötland |       | 57.834492, 13.531172 | 10170100070001 | Ladda upp en bild av detta fornminne |
| Hössna 8:1                     | Stensättning                |              | Hössna, Västergötland |       | 57.832975, 13.530228 | 10170100080001 | Ladda upp en bild av detta fornminne |
| Hössna 9:1                     | Stensättning                |              | Hössna, Västergötland |       | 57.830735, 13.531752 | 10170100090001 | Ladda upp en bild av detta fornminne |
| Hössna 10:1                    | Stensättning                |              | Hössna, Västergötland |       | 57.819912, 13.536992 | 10170100100001 | Ladda upp en bild av detta fornminne |
| Hössna 14:1                    | Röse                        |              | Hössna, Västergötland |       | 57.816507, 13.537005 | 10170100140001 | Ladda upp en bild av detta fornminne |
| Hössna 14:2                    | Röse                        |              | Hössna, Västergötland |       | 57.816180, 13.537527 | 10170100140002 | Ladda upp en bild av detta fornminne |
| Hössna 14:3                    | Röse                        |              | Hössna, Västergötland |       | 57.816652, 13.537775 | 10170100140003 | Ladda upp en bild av detta fornminne |
| Hössna 15:1                    | Röse                        |              | Hössna, Västergötland |       | 57.813059, 13.539933 | 10170100150001 | Ladda upp en bild av detta fornminne |
| Hössna 16:1                    | Stensättning                |              | Hössna, Västergötland |       | 57.812568, 13.540679 | 10170100160001 | Ladda upp en bild av detta fornminne |
| Hössna 18:1                    | Stensättning                |              | Hössna, Västergötland |       | 57.810403, 13.538391 | 10170100180001 | Ladda upp en bild av detta fornminne |
| Hössna 19:1                    | Stensättning                |              | Hössna, Västergötland |       | 57.810413, 13.540076 | 10170100190001 | Ladda upp en bild av detta fornminne |
| Hössna 20:1                    | Röse                        |              | Hössna, Västergötland |       | 57.809920, 13.540014 | 10170100200001 | Ladda upp en bild av detta fornminne |
| Hössna 21:1                    | Röse                        |              | Hössna, Västergötland |       | 57.809063, 13.544388 | 10170100210001 | Ladda upp en bild av detta fornminne |
| Hössna 23:1                    | Röse                        |              | Hössna, Västergötland |       | 57.798408, 13.532008 | 10170100230001 | Ladda upp en bild av detta fornminne |
| Hössna 23:2                    | Stensättning                |              | Hössna, Västergötland |       | 57.798439, 13.532867 | 10170100230002 | Ladda upp en bild av detta fornminne |
| Hössna 25:1                    | Stenkrets                   |              | Hössna, Västergötland |       | 57.795027, 13.534876 | 10170100250001 | Ladda upp en bild av detta fornminne |
| Hössna 26:1                    | Hällristning                |              | Hössna, Västergötland |       | 57.829761, 13.527857 | 10170100260001 | Ladda upp en bild av detta fornminne |
| Hössna 33:1                    | Stensättning                |              | Hössna, Västergötland |       | 57.834004, 13.506958 | 10170100330001 | Ladda upp en bild av detta fornminne |
| Hössna 34:1                    | Stensättning                |              | Hössna, Västergötland |       | 57.835856, 13.468264 | 10170100340001 | Ladda upp en bild av detta fornminne |
| Hössna 34:2                    | Stensättning                |              | Hössna, Västergötland |       | 57.835774, 13.468362 | 10170100340002 | Ladda upp en bild av detta fornminne |
| Hössna 34:3                    | Stensättning                |              | Hössna, Västergötland |       | 57.835837, 13.468545 | 10170100340003 | Ladda upp en bild av detta fornminne |
| Hössna 34:4                    | Stensättning                |              | Hössna, Västergötland |       | 57.835902, 13.468725 | 10170100340004 | Ladda upp en bild av detta fornminne |
| Hössna 50:1                    | Hällristning                |              | Hössna, Västergötland |       | 57.832241, 13.539477 | 10170100500001 | Ladda upp en bild av detta fornminne |
| Hössna 56:1                    | Stensättning                |              | Hössna, Västergötland |       | 57.801969, 13.538488 | 10170100560001 | Ladda upp en bild av detta fornminne |
| Hössna 66:1                    | Kyrka/kapell                |              | Hössna, Västergötland |       | 57.825804, 13.536905 | 10170100660001 | Ladda upp en bild av detta fornminne |
| Hössna 66:2                    | Kyrka/kapell                |              | Hössna, Västergötland |       | 57.825929, 13.537182 | 10170100660002 | Ladda upp en bild av detta fornminne |
| Hössna 73:1                    | Hällristning                |              | Hössna, Västergötland |       | 57.793841, 13.535114 | 10170100730001 | Ladda upp en bild av detta fornminne |
| Hössna 85:1                    | Stensättning                |              | Hössna, Västergötland |       | 57.793333, 13.494764 | 10170100850001 | Ladda upp en bild av detta fornminne |
| Stutarör (Hössna 101:1)        | Röse                        |              | Hössna, Västergötland |       | 57.792665, 13.495034 | 10170101010001 | Ladda upp en bild av detta fornminne |
| Stutarör (Hössna 101:2)        | Stensättning                |              | Hössna, Västergötland |       | 57.792549, 13.494728 | 10170101010002 | Ladda upp en bild av detta fornminne |
| Hössna 102:1                   | Stensättning                |              | Hössna, Västergötland |       | 57.780879, 13.521204 | 10170101020001 | Ladda upp en bild av detta fornminne |
| Hössna 103:1                   | Grav markerad av sten/block |              | Hössna, Västergötland |       | 57.791214, 13.531990 | 10170101030001 | Ladda upp en bild av detta fornminne |
| Kinnareds kyrka (Hössna 104:1) | Kyrka/kapell                |              | Hössna, Västergötland |       | 57.781667, 13.524161 | 10170101040001 | Ladda upp en bild av detta fornminne |
| Hössna 105:1                   | Röse                        |              | Hössna, Västergötland |       | 57.761817, 13.515635 | 10170101050001 | Ladda upp en bild av detta fornminne |
| Mördungaröret (Hössna 106:1)   | Röse                        |              | Hössna, Västergötland |       | 57.759542, 13.516018 | 10170101060001 | Ladda upp en bild av detta fornminne |
| Kungarör (Hössna 107:1)        | Röse                        |              | Hössna, Västergötland |       | 57.753234, 13.504671 | 10170101070001 | Ladda upp en bild av detta fornminne |
| Kungarör (Hössna 107:2)        | Stensättning                |              | Hössna, Västergötland |       | 57.753100, 13.504530 | 10170101070002 | Ladda upp en bild av detta fornminne |
| Hössna 108:1                   | Röse                        |              | Hössna, Västergötland |       | 57.753005, 13.505935 | 10170101080001 | Ladda upp en bild av detta fornminne |
| Hössna 108:2                   | Stensättning                |              | Hössna, Västergötland |       | 57.753022, 13.506186 | 10170101080002 | Ladda upp en bild av detta fornminne |
| Hössna 108:3                   | Stensättning                |              | Hössna, Västergötland |       | 57.753126, 13.505932 | 10170101080003 | Ladda upp en bild av detta fornminne |
| Hössna 110:1                   | Röse                        |              | Hössna, Västergötland |       | 57.786801, 13.536281 | 10170101100001 | Ladda upp en bild av detta fornminne |
| Hössna 111:1                   | Röse                        |              | Hössna, Västergötland |       | 57.787594, 13.541999 | 10170101110001 | Ladda upp en bild av detta fornminne |
| Åkersberget (Hössna 112:1)     | Hällristning                |              | Hössna, Västergötland |       | 57.789347, 13.524620 | 10170101120001 | Ladda upp en bild av detta fornminne |
| Fårahagen (Hössna 115:3)       | Hällristning                |              | Hössna, Västergötland |       | 57.821511, 13.539703 | 10170101150003 | Ladda upp en bild av detta fornminne |
| Hössna 123:1                   | Stensättning                |              | Hössna, Västergötland |       | 57.754808, 13.518213 | 10170101230001 | Ladda upp en bild av detta fornminne |
| Hössna 126:1                   | Stensättning                |              | Hössna, Västergötland |       | 57.807281, 13.513188 | 10170101260001 | Ladda upp en bild av detta fornminne |